# Крейг Патрік
Крейг Патрік (англ. Craig Patrick, нар. 20 травня 1946, Детройт) — американський хокеїст, що грав на позиції центрального нападника. Грав за збірну команду США. Згодом — хокейний тренер.

## Ігрова кар'єра
Професійну хокейну кар'єру розпочав 1971 року.
Протягом професійної клубної ігрової кар'єри, що тривала 9 років, захищав кольори команд «Каліфорнія Голден-Сілс», «Сент-Луїс Блюз», «Канзас-Сіті Скаутс», «Міннесота Файтінг Сейнтс» та «Вашингтон Кепіталс».
Виступав за збірну США.

## Тренерська робота
1980 року розпочав тренерську роботу в НХЛ. Працював з командами «Нью-Йорк Рейнджерс» та «Піттсбург Пінгвінс». У складі «пінгвінів» тривалий час працював генеральним менеджером.

## Нагороди та досягнення
- Володар Кубка Стенлі в складі «Піттсбург Пінгвінс» — 1991, 1992 (як генеральний менеджер).
- Трофей Лестера Патрика — 2000.

## Статистика НХЛ (як гравця)
|                  | Сезон | І   | Г  | П  | О   | ШХ |
| ---------------- | ----- | --- | -- | -- | --- | -- |
| Регулярний сезон | 8     | 401 | 72 | 91 | 163 | 61 |
| Плей-оф          | 1     | 2   | 0  | 1  | 1   | 0  |

## Тренерська статистика
| Команда | Сезон   | Регулярний сезон | Регулярний сезон | Регулярний сезон | Регулярний сезон | Регулярний сезон | Регулярний сезон | Плей-оф                      |
| Команда | Сезон   | І                | В                | П                | Н                | О                | Результат        | Результат                    |
| ------- | ------- | ---------------- | ---------------- | ---------------- | ---------------- | ---------------- | ---------------- | ---------------------------- |
| НЙР     | 1980–81 | 60               | 26               | 23               | 11               | (74)             | 4-е в ДП         | програш у фіналі конференції |
| НЙР     | 1984–85 | 35               | 11               | 22               | 2                | (64)             | 4-е у ДП         | програш у першому раунді     |
| ПІТ     | 1989–90 | 54               | 22               | 26               | 6                | (72)             | 5-е у ДП         | не вийшли                    |
| ПІТ     | 1996–97 | 20               | 7                | 10               | 3                | (84)             | 2-е в ПСД        | програш у першому раунді     |
| Усього  | Усього  | 169              | 66               | 81               | 22               |                  |                  |                              |